# Joan Cross
Joan Cross (ur. 7 września 1900 w Londynie, zm. 12 grudnia 1993 w Aldeburghu) – brytyjska śpiewaczka operowa, sopran.

## Życiorys
Uczyła się u Gustava Holsta w St Paul’s Girls’ School, następnie studiowała w Trinity College of Music w Londynie. Od 1924 roku występowała w chórze londyńskiego Old Vic Theatre, później w latach 1931–1946 związana była z Sadler’s Wells Opera. Była współorganizatorką powołanej w 1946 roku English Opera Group, z którą występowała do 1954 roku. W 1948 roku wspólnie z Anne Wood założyła szkołę operową, w której wykładała do 1964 roku. Zasłynęła przede wszystkim występami w operach Benjamina Brittena Peter Grimes (1945), The Rape of Lucretia (1946), Albert Herring (1947), Gloriana (1953), The Turn of the Screw (1954).
Odznaczona została Orderem Imperium Brytyjskiego w stopniu komandora (1955).